# ريوسوكي كاكغي
ريوسوكي كاكغي (باليابانية: 柿木 亮介) (23 ديسمبر 1991 في آشيا في اليابان – )؛ هو لاعب كرة قدم ياباني سابق كان يلعب كلاعب وسط.

## وصلات خارجية
- ريوسوكي كاكغي على موقع رابطة كرة القدم اليابانية للمحترفين (اليابانية)
- ريوسوكي كاكغي على موقع Soccerway.com (الإنجليزية)